# 孫道絢
孫道絢（？—？），晚年自號沖虛居士，南宋建安（今福建建甌）人，黃雲軒之妻、黄銖之母。著有《沖虛詞》。

## 回祿之災
孫道絢平生所作詩詞豐富，晚年遭焚毀，所剩詩詞無幾。黃銖盡力找尋母親遺漏的詩詞作品，黃銖與鄭昭先友好，曾遺母親的詞贈鄭昭先。紹熙 （遊宦紀聞作紹興為誤，楊寶霖《詞林紀事補正》考證黃銖生於紹興元年，黃銖識中稱其母孫道絢三十歲時喪夫。黃銖出生，必然在孫道絢三十歲之前。朱熹《黃子厚詩序》稱黃銖“昆弟皆有異材”，用“皆”字，弟弟必然不止一位。推算下來，黃銖出生，大概在孫道絢二十多歲時。黃銖識中“先君捐棄，即抱節以自終”，“晚遭回祿”等語，能知孫道絢在丈夫去世後，存世尚有一段較長時期。黃銖識中既稱道絢為“先妣”，此時孫道絢已經去世，以此推之，“紹興”當是“紹熙”之訛。）三年中春，黃銖為她作序。孫道絢的詞，現今有趙萬里《校輯宋金元人詞》本《沖虛詞》一卷，共八首。《唐宋諸賢絶妙詞選》、《花菴詞選》皆收錄其中五首。

## 評價
- 張世南：先妣沖虛居士，少聰明，穎異絕人，於書史無所不讀，一過輒成誦。《遊宦紀聞》
- 魏慶之：穀城母夫人孫氏道絢，極有詞藻，嘗賦九日詩，有「別墅蒼煙縈古木，寒溪白浪卷輕沙。」又擬進士試月華臨靜夜詩，其貼靜夜處云：「大疑當作天虛萬籟息，人散一簾斜。」思致極不淺也。其小詞云：「月光飛入林間屋，風策策，度庭竹。夜半江城擊柝聲，動寒梢棲宿。等閑老去年華促，只有江梅伴幽獨。夢繞夷門舊家山，恨驚回難續。」又宮詞：「翠柏紅蕉影亂，月上珠簾恰半。風自碧空來，吹落歌珠一串。不見，不見，人被繡簾遮斷。」使易安尚在，且有愧容矣。《詩人玉屑》

## 相關考證
楊寶霖《詞林紀事補編》認為《南鄉子》（曉日壓重簷）這首非孫道絢所作，《樂府雅詞/拾遺卷下》收錄，不題撰人，《草堂詩餘》後集下題作“孫夫人”詞，並以《憶秦娥》（花深深）一首証之，《憶秦娥》一詞，《古杭雜記》記其本事，是鄭文妻孫氏作，所以楊寶霖認為《詞苑叢談》以為《南鄉子》是孫道絢所作是有誤的。